# Invincible (série télévisée d'animation)
Invincible est une série télévisée d'animation américaine pour adultes basée sur le comics du même nom de Robert Kirkman. La série est diffusée depuis le 26 mars 2021 sur Amazon Prime Video,.

## Synopsis
Mark Grayson est un adolescent normal, à l'exception du fait que son père, Nolan, est le super-héros le plus puissant de la planète. Peu de temps après son dix-septième anniversaire, Mark commence à développer ses propres pouvoirs et commence son apprentissage avec son père.

## Distribution

### Personnages principaux
- Steven Yeun (VF : Benoît Du Pac ; VQ : Nicolas Bacon) : Mark Grayson / Invincible
- Sandra Oh (VF : Brigitte Aubry ; VQ : Valérie Gagné) : Debbie Grayson
- J. K. Simmons (VF : Jean Barney ; VQ : Daniel Picard) : Nolan Grayson / Omni-Man

Photos des comédiens de la distribution principale
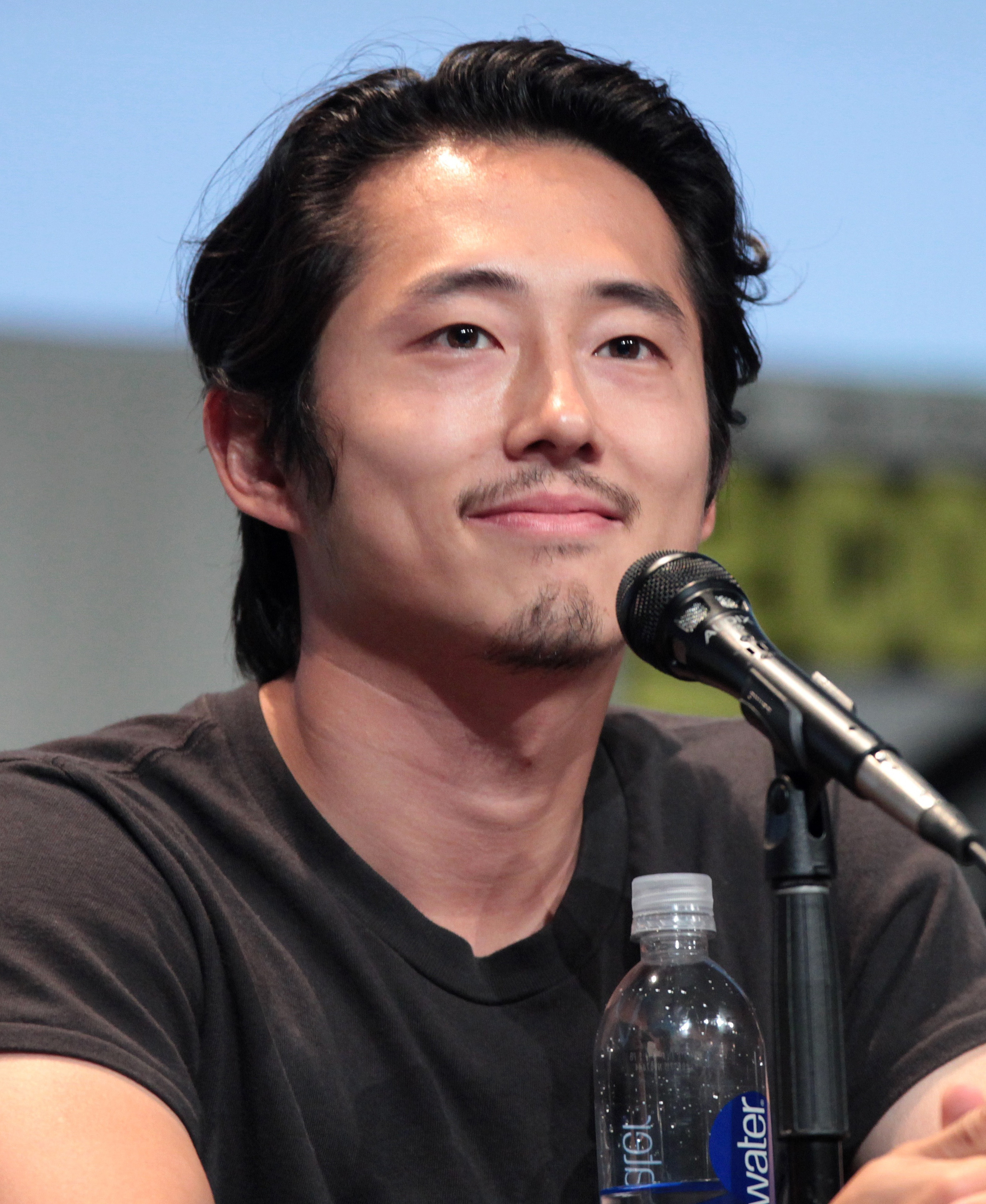
Steven Yeun en 2015.
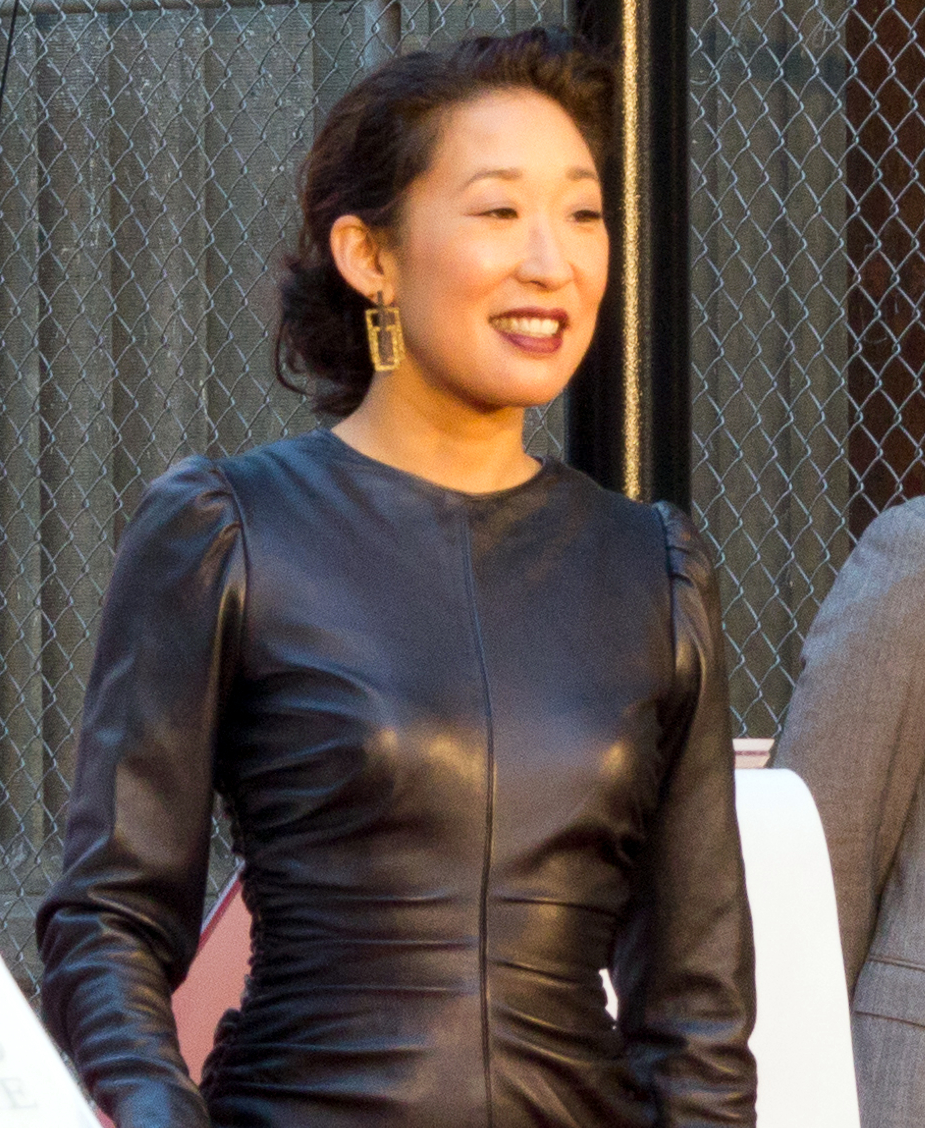
Sandra Oh en 2011.
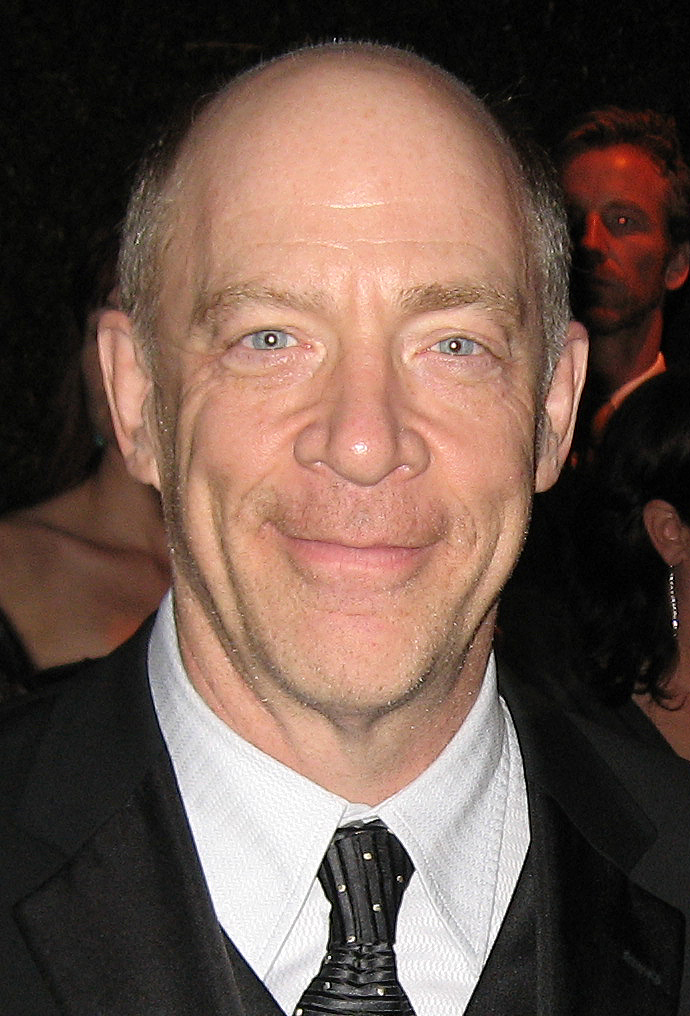
J. K. Simmons en 2009.

### Personnages secondaires
- Zachary Quinto (VF : Adrien Antoine ; VQ : Marc-André Bélanger) : Rudy Conners / Robot, nouveau membre des Gardiens du Globe
- Ross Marquand (VF : Adrien Antoine) : le clone de Rudy Conners
  - (VF : Thibaut Lacour ; VQ : Jean-François Beaupré) : l'Immortel, membre originel des Gardiens du Globe
  - (VF : Thibaut Lacour) : Aquarius, membre originel des Gardiens du Globe
- Gillian Jacobs (VF : Marie Chevalot ; VQ : Catherine Proulx-Lemay) : Samantha Eve Wilkins / Atom Eve, nouveau membre des Gardiens du Globe
  - Jazlyn Ione (VF : Jaynelia Coadou) : Samantha Eve Wilkins / Atom Eve, jeune (épisode spécial)
- Jason Mantzoukas (VF : Laurent Morteau ; VQ : Lyndz Dantiste) : Rex Sloan / Rex Splode, nouveau membre des Gardiens du Globe
- Malese Jow (VF : Adeline Chetail) : Kate Cha / Dupli-Kate, nouveau membre des Gardiens du Globe
- Grey Griffin (VF : Lila Lacombe) : Shrinking Rae, Amanda / Monster Girl, nouveau membre des Gardiens du Globe
- Khary Payton (VF : Rody Benghezala) : Black Samson, nouveau membre des Gardiens du Globe
- Walton Goggins (VF : Jean-François Vlérick ; VQ : Pierre Auger) : Cecil Stedman, directeur de l'Agence de Défense Globale
- Chris Diamantopoulos (VF : Mathieu Buscatto ; VQ : Frédéric Paquet) : Donald Ferguson, membre de l'Agence de Défense Globale
- Seth Rogen (VF : Xavier Fagnon) : Allen l'Alien, membre de la coalition des planètes (saisons 1 et 2)
- Andrew Rannells (VF : Adrien Larmande) : William Clockwell
- Zazie Beetz (VF : Fily Keita ; VQ : Catherine Brunet) : Amber Bennett
- Clancy Brown (VF : Florian Wormser) : Damien Darkblood
- Kevin Michael Richardson (VF : Thierry Mercier puis Patrice Baudrier[N 1] ; VQ : Stéphane Rivard) : les jumeaux Mauler
- Mark Hamill (VF : Guy Chapellier) : Art Rosenbaum
- Sterling K. Brown (VF : Frantz Confiac) : Angstrom Levy  (à partir de la saison 2)

### Personnages invités
- Jon Hamm (VF : Philippe Valmont) : Steve (saison 1, épisodes 1 et 2)
- Mahershala Ali (VF : Gilles Morvan) : Titan (saison 1, épisodes 1 et 5)
- Lauren Cohan (VF : Marie Giraudon) : Holly / War Woman, membre originel des Gardiens du Globe (saison 1, épisode 1)
- Sonequa Martin-Green (VF : Géraldine Asselin) : Green Ghost, membre originel des Gardiens du Globe (saison 1, épisode 1)
- Chad L. Coleman (VF : Asto Montcho) : Martian Man, membre originel des Gardiens du Globe  (saison 1, épisode 1)
- Michael Cudlitz (VF : Lionel Tua) : Josef / Red Rush, membre originel des Gardiens du Globe  (saison 1, épisode 1)
- Lennie James (VF : Thierry Desroses) : Darkwing, membre originel des Gardiens du Globe  (saison 1, épisode 1)
- Mae Whitman : Connie (saison 1, épisode 1)
- Max Burkholder : Matt (saison 1, épisodes 2 et 6)
- Djimon Hounsou (VF : Jean-Paul Pitolin) : l'empereur Martien (saison 1, épisode 4)
- Jeffrey Donovan (VF : Arnaud Arbessier) : Machine Head (Face de Fer en VF) (saison 1, épisode 5)
- Michael Dorn : Battle Beast (saison 1, épisode 5)
- Reginald VelJohnson (VF : Franck Sportis) : le principal Winslow (saison 1, épisode 5)
- Nicole Byer (en) (VF : Anaïs Delva) : Vanessa et Fiona (saison 1, épisode 5)
- Justin Roiland : Frat-Bro Douche, Punk Kid (saison 1, épisode 6)
- Ezra Miller (VF : Stéphane Ronchewski) : D.A. Sinclair (saison 1, épisode 6)
- Jonathan Groff (VF : Damien Witecka) : Rick Sheridan (saison 1, épisode 6)
- Stephen Root (VF : Gabriel Le Doze) : le Dr Elias Brandywort (épisode spécial)
- Lance Reddick (VF : Thierry Desroses) : Erickson (épisode spécial)
- Jacob Tremblay (VF : Aloïs Agaësse-Mahieu) : le prince lézard Phase Deux (épisode spécial)
- Tatiana Maslany (VF : Jessica Monceau) : la reine lézard (épisode spécial)
- Peter Cullen (VF : Patrick Bonnel) : Thaedus, le chef de la coalition des planètes (saison 2, épisode 3)

 Source et légende : version française (VF) sur RS Doublage[source insuffisante]

## Épisodes
| Saison | Saison          | Épisodes | Diffusion originale |
| ------ | --------------- | -------- | ------------------- |
|        | 1               | 8        | 26 mars 2021        |
|        | Épisode spécial | 1        | 21 juillet 2023     |
|        | 2               | 8        | 3 novembre 2023     |
|        | 3               | 8        | 6 février 2025      |

### Première saison (2021)
La première saison, comptant 8 épisodes, est diffusée entre le 26 mars 2021 et le 29 avril 2021.
| № | Titre français | Titre original                     | Réalisation    | Scénario        | Diffusion originale |
| - | --- | ---------------------------------- | -------------- | --------------- | ------------------- |
| 1 | Il était temps | It’s About Time                    | Robert Valley  | Robert Kirkman  | 26 mars 2021        |
| 1 | Omni-Man est le super-héros le plus puissant de la Terre, son fils, Mark Grayson, attend avec impatience que ses propre pouvoirs se révèlent. Alors qu'il est à l'école, il défend sa camarade de classe Amber Bennett de Todd. Après que Todd ait mis Mark au sol, Amber sauve ce dernier et commence à s'intéresser à Mark. Plus tard, les super-pouvoirs de Mark émergent enfin. Alors que Nolan est initialement hésitant sur la conduite à suivre, il commence finalement à former Mark sur la manière d'utiliser ses capacités. Après quelques difficultés d'apprentissage, Nolan emmène Mark rencontrer le tailleur des super-héros, Art Rosenbaum. Après que Mark a choisi de s'appeler "Invincible", Art créé alors un costume de super-héros approprié pour Mark. Plus tard, Nolan piège secrètement (et sans raison connue) les Gardiens du Globe et les tue tous avant de tomber inconscient à cause des blessures dues au combat. |                                    |                |                 |                     |
|   | |                                    |                |                 |                     |
| 2 | Quand faut y aller | Here Goes Nothing                  | Paul Furminger | Simon Racioppa  | 26 mars 2021        |
| 2 | Nolan est dans le coma, l'Agence de Défense Globale le soigne dans leur hôpital secret, en revanche, l'Agence n'a pas réussi à sauver les Gardiens du Globe. Pendant ce temps, des aliens extra-dimensionnels appelés Flaxans attaquent la ville, et Mark aide l'Équipe J à empêcher l'invasion. Lorsque les Flaxans commencent à vieillir rapidement, ils doivent alors se replier d'urgence. Robot, le chef de l'équipe, en déduit que cela est dû à une différence de dilatation temporelle entre le monde natal des Flaxans et la Terre. Mark se rend compte que Atom Eve, l'un des membres de l'Équipe J, est l'une de ses camarades de classe : Samantha Eve Wilkins, ils se révèlent alors leurs identités et deviennent amis. Peu de temps après, les Flaxans reviennent avec une technologie anti-âge, mais Mark et l'Équipe J parviennent à la détruire, forçant les aliens à une autre retraite. Peu après, les Flaxans reviennent une fois de plus et sont sur le point de vaincre, jusqu'à ce qu'un Nolan guérit, ne les force à retourner dans leur monde natal. Il les suit et dévaste alors leur planète en représailles, avant de revenir sur Terre où la nouvelle de la mort des Gardiens vient juste d'être annoncée. Alors que Nolan est considéré comme convalescent, Cecil demande à Mark, d'aller affronter Allen l'Alien, qui veut tester les défenses de la Terre pour la Coalition des planètes. Profitant d'un temps mort que lui donne Allen, Mark corrige l'erreur de l'alien : il a confondu "Terre" ("Earth") avec "Tarr" ("Urath"), il n'a donc rien à faire ici. Comprenant sa faute, Allen s'en va. Parallèlement, le détective démon Damien Darkblood enquête sur la mort des Gardiens, théorisant que le tueur faisait partie des héros. |                                    |                |                 |                     |
|   | |                                    |                |                 |                     |
| 3 | Qui c'est qui est moche ? | Who You Calling Ugly?              | Jeff Allen     | Chris Black     | 26 mars 2021        |
| 3 | Après des funérailles télévisées, les Grayson assistent à l'enterrement privé des Gardiens du Globe. Darkblood interroge Nolan en privé et le soupçonne d'avoir tué les Gardiens. Cecil charge Robot de former une nouvelle équipe de Gardiens composée des anciens membres de l'Équipe J, rejoints par Monster Girl, Black Samson et Shrinking Rae. Cependant, Eve refuse son intégration car elle ne souhaite pas faire partie de la même équipe que Rex Splode après qu'elle l'a surpris en train de la tromper avec Dupli-Kate au retour des funérailles. Après que Mark a obtenu le numéro d'Amber, ils se donnent rendez-vous « pour réviser ». Le rendez-vous est interrompu le temps que Mark aide Eve à empêcher l'attaque de Doc Seismic contre le Mont Rushmore. Lorsque Rex tente de s'excuser auprès de Eve, celle-ci refuse et part rejoindre Mark, mais le retrouve avec Amber. Avec l'aide de Robot, les jumeaux Mauler s'échappent de prison. Darkblood interroge Debbie et constate que Nolan lui cache des choses. Elle se couche en se méfiant de son époux qui sent la présence persistante de Darkblood. |                                    |                |                 |                     |
|   | |                                    |                |                 |                     |
| 4 | Prends-en de la graine, Neil Armstrong | Neil Armstrong, Eat Your Heart Out | Jeff Allen     | Ryan Ridley     | 2 avril 2021        |
| 4 | En colère contre l'Agence de Défense Globale qui n'a pas encore arrêté le tueur des Gardiens, la veuve de Red Rush, Olga, engage Debbie afin qu'elle vende sa maison pour retourner à Moscou. Lorsque Cecil demande à Nolan de protéger la première mission vers Mars, celui-ci refuse car il doit protéger la Terre. Mark se porte volontaire. Malgré un atterrissage réussi, l'inattention de Mark permet aux martiens d'enlever les astronautes. L'empereur martien ordonne leur exécution pour empêcher des parasites d'atteindre la Terre et de détruire l'univers. Mark évacue les astronautes et leur navette et ne réalise pas qu'un Martien a remplacé l'un d'eux. Pendant ce temps, Nolan invite Debbie à partir en vacances à Rome pour raviver leur relation et regagner sa confiance ternie par des demi-vérités. Cecil se rend compte que Nolan est le tueur des Gardiens, mais il ne peut pas agir tant qu'il n'a pas trouvé le motif de ces assassinats. Sachant que Darkblood n'abandonnera pas cette affaire, Cecil le bannit en Enfer, ignorant alors que le détective a caché son bloc-notes dans le placard de Debbie pour maintenir sa présence sur Terre. Alors que le frère Mauler survivant commence à se cloner, Robot surveille ses progrès et ses méthodes avant de voler un échantillon de l'ADN de Rex pour le transmettre à son vrai moi, le Rudy Connors déformé. |                                    |                |                 |                     |
|   | |                                    |                |                 |                     |
| 5 | Ça fait mal | That Actually Hurt                 | Jeff Allen     | Christine Lavaf | 9 avril 2021        |
| 5 | Après que Debbie a trouvé le bloc-notes de Darkblood, elle trouve des preuves qui confirment l'implication de Nolan dans l'assassinat des Gardiens. Black Samson reproche à ses coéquipiers leur individualisme au cours d'une intervention qui a provoqué des blessures aux civils. Robot s'approche secrètement des Mauler et propose de les employer. Pendant ce temps, Mark promet d'aider Amber à une soupe populaire pour se faire pardonner de ses retards liés à son activité de super-héros. Cependant, il doit également aider Titan à vaincre son patron, Machine Head, qui embauche plusieurs méchants pour sa sécurité. Alors que Mark est en difficulté, les Gardiens arrivent en renfort mais sont submergés et brutalisés par Thokk, la bête de combat. Voyant les autres méchants rapidement vaincus, Thokk estime que ce combat n'est pas de son niveau et s'enfuit par un portail, permettant à l'Agence de Défense Globale d'arrêter Machine Head. Après que Mark et les Gardiens ont été évacués, Titan prend la tête de l'entreprise de Machine Head. Eve se porte volontaire et participe à la soupe populaire d'Amber. Cecil l'appelle et l'informe de l'hospitalisation de Mark. Parallèlement, les scientifiques de l'Agence de Défense Globale testent un échantillon du sang de Mark et découvrent que ses cellules sont invulnérables aux nombreux tests létaux qu'ils effectuent. |                                    |                |                 |                     |
|   | |                                    |                |                 |                     |
| 6 | T'as l'air un peu mort | You Look Kinda Dead                | Paul Furminger | Curtis Gwinn    | 15 avril 2021       |
| 6 | Robot rassemble différents ingrédients mystiques pour sauver Amanda, alias Monster Girl, sévèrement blessée par Thokk. Après son rétablissement, Mark se réconcilie avec Amber. Ces derniers accompagnent William pour une week-end de visite à l'Université de l'État qui n'est qu'un prétexte pour retrouver son ancien petit-ami Rick Sheridan. L'un des cyborgs de Sinclair, un scientifique imbu de sa personne, génial mais amoral, s'échappe et se bat avec Invincible avant de se suicider dans un acte de folie dépressive ; William en déduit que Mark est Invincible. Amber est furieuse contre Mark car elle pense qu'il les a abandonnés au moment de l'attaque du cyborg ; elle décide de l'éviter en se rendant à une soirée. Rick est enlevé et transformé en cyborg par Sinclair qui enlève également William venu le chercher. Entendant les appels à l'aide de William, Rick surmonte son altération et aide Invincible à gagner contre les autres cyborgs. Cecil s'intéresse à la technologie de Sinclair, qui a failli battre la physiologie viltrumite d'Invincible. Lorsque Debbie confie le costume sanglant de Nolan à Art Rosenbaum, celui-ci confirme que Nolan a tué les Gardiens. Après que les deux se soient entendu pour taire leur découverte par crainte de Nolan, Debbie noie son chagrin dans l'alcool. À mi-chemin du clonage d'un corps que Robot leur a demandé, les jumeaux Mauler décident de déterrer l'Immortel pour le ressusciter et l'utiliser comme garde du corps en cas de trahison de Robot. Inspirée par Amber, Eve refuse d'aller à l'université et utilise ses pouvoirs pour faire le bien. |                                    |                |                 |                     |
|   | |                                    |                |                 |                     |
| 7 | Faut qu'on Parle | We Need to Talk                    | Jeff Allen     | Simon Racioppa  | 23 avril 2021       |
| 7 | Alors que Debbie s'est rendue à l'Agence de Défense Globale, Nolan rentre chez lui et découvre qu'il est surveillé. Il tue alors plusieurs agents de l'A.D.G se trouvant sur place ainsi que l'associé de Cecil, Donald Ferguson. Pendant ce temps, Rudy/Robot se rend dans le repaire des Mauler pour transférer une copie de son esprit dans son nouveau corps, celui-ci euthanasie alors à contrecœur l'original. Trahissant les Mauler, le nouveau Rudy tente de les renvoyer en prison, mais abandonne pour partir à une convocation des Gardiens. Il s'explique alors à l'équipe, qui est décontenancée par ses révélations. Puis ils apprennent ensemble la vérité sur Omni-Man et le sort de leurs prédécesseurs. De son côté, Cecil gagne du temps en parlant à Nolan avant de se retirer pour déployer les cyborgs Reanimen de Sinclair et un Kaiju modifié pour le tuer. Pendant ce temps, Amber décide de rompre avec Mark bien que celui-ci lui ait révélé son identité de super-héros. Elle lui dit être au courant depuis des semaines et lui reproche de ne pas lui avoir fait confiance. Mark cherche alors les conseils d'Eve, mais elle critique son comportement égoïste. Lorsque les deux amis croisent le combat de Nolan contre le Kaiju, Cecil ordonne à Eve d'abandonner Mark et de rejoindre les Gardiens. Dans leur laboratoire, les Mauler ressuscitent l'Immortel en pensant le contrôler pour qu'il les vengent de la trahison de Rudy, mais il s'envole pour combattre Omni-Man et venger le massacre de son équipe. Alors que Mark soumet de justesse le Kaiju, des hélicoptères de presse filment Omni-Man tuant l'Immortel dans une émission en direct. Nolan demande alors enfin à parler avec un Mark déconcerté.                        |                                    |                |                 |                     |
|   | |                                    |                |                 |                     |
| 8 | Là d'où je viens | Where I Really Come From           | Jeff Allen     | Robert Kirkman  | 29 avril 2021       |
| 8 | Après avoir révélé à Mark qu'il était un infiltré de l'Empire Viltrumite envoyé pour conquérir la Terre, Nolan ne parvient pas à convaincre son fils de le rejoindre. Un combat s’engage alors et Omni-Man le domine largement, dévastant Chicago et massacrant des milliers de personnes. Cependant, tout en se remémorant l'enfance de Mark, Nolan prend conscience de sa propre humanité et de son amour pour lui. Il abandonne alors le combat et s'envole en larmes pour quitter la Terre. Alors que le monde apprend la trahison d'Omni-Man, les Gardiens et Eve se mobilisent pour aider à secourir Chicago. Pour sauver les apparences, Cecil aide Debbie et Mark en falsifiant la mort civile de Nolan. Debbie dévastée, partage un verre avec Rosenbaum, également blessé par la trahison de Nolan, alors que Mark et Amber ravivent leur relation après son rétablissement. Alors qu'elle et William apprennent qu'Eve est également un super-héros, Cecil envoie Mark intercepter Allen qui approche de la planète. Le héros en profite pour le mettre au courant des événements récents. Allen prévient Mark qu'une flotte Viltrumite viendra pour la Terre, étant donné l'abandon de poste inhabituel de Nolan. Il pense cependant que Mark peut aider la Coalition à arrêter l'expansion des Viltrumites. Par la suite, alors que Mark envisage de terminer le lycée, les Mauler sont arrêtés tandis que l'Immortel récupère sous la protection de l'ADG. Pendant ce temps, de dangereuses forces conspirent pour revenir, alors que Cecil commande au Dr Sinclair de produire en masse des troupes de Reanimen. |                                    |                |                 |                     |
|   | |                                    |                |                 |                     |

### Épisode spécial (2023)
Un épisode spécial sur l’héroïne Atom Eve est diffusé le 21 juillet 2023.
| № | Titre français | Titre original       | Réalisation    | Scénario                       | Diffusion originale |
| - | --- | -------------------- | -------------- | ------------------------------ | ------------------- |
| 1 | Épisode spécial Atom Eve | Invincible: Atom Eve | Haylee Herrick | Helen Leigh and Robert Kirkman | 21 juillet 2023     |
| 1 | Il y a dix-huit ans, un scientifique du gouvernement, le Dr Elias Brandyworth, désobéit à son supérieur, Steven Erickson, et s'enfuit avec une femme enceinte mourante nommée Polly. Celle-ci a été le sujet d'une expérience et donne naissance à un puissant métahumain. Brandyworth échange l'enfant avec la fille mort-née des Wilkins afin qu'elle puisse grandir dans une famille normale en tant que Samantha Eve Wilkins. Samantha apprendra à maitriser ses pouvoirs et deviendra l’héroïne Atome Eve. |                      |                |                                |                     |
|   | |                      |                |                                |                     |

### Saison 2 (2023-2024)
| № | Titre français | Titre original                                   | Réalisation    | Scénario       | Diffusion originale |
| - | --- | ------------------------------------------------ | -------------- | -------------- | ------------------- |
| 1 | Une leçon pour la vie qui t'attend | A Lesson for Your Next Life                      | Sol Choi       | Simon Racioppa | 3 novembre 2023     |
| 1 | Dans un monde alternatif où Mark a rejoint Nolan, Angstrom Levy, un scientifique, s'échappe à travers un portail qu'il peut générer grâce à ses pouvoirs. Un mois après le départ et la trahison de Nolan, Mark a du mal a assumer le rôle d'Invicible. Ressuscité par Cecil, l'Immortel est nommé chef des Gardiens du Globe, et invite le héros Pare-Balles à rejoindre l'équipe. Les jumeaux Mauler s'échappent de prison grâce à l'aide d'Angstrom, qui leur demande de créer une machine capable de transférer les souvenirs de ses variants d'autres univers afin d'utiliser leur connaissance pour mettre au point de nouvelles technologies et sauver la Terre. Envoyé par Cecil, Mark tâche de stopper les Mauler, poussant Angstrom à utiliser ses pouvoirs pour faire venir des Mauler d'autres dimensions qui manquent de tuer Mark. Angstrom suspend le transfert des souvenirs, causant une explosion à laquelle seul Mark, un des Mauler et un Angstrom déformé survivent. Devenu fou à cause des souvenirs de ses variants fuyant Omni-Man et Invicible, Angstrom promet de se venger envers Mark et s'enfuit. |                                                  |                |                |                     |
| 2 | Dans environ six heures je perds ma virginité avec un poisson | In About Six Hours I Lose My Virginity to a Fish | Ian Abando     | Matt Lambert   | 10 novembre 2023    |
| 2 | Alors qu'il s'apprête à recevoir son diplôme de fin d'études, Mark bat Doc Seismic. Pendant l'été, les relations se tendent entre Debbie et son fils quand elle se rend compte que Mark travaille uniquement pour Cecil pour ne pas devenir comme son père. Elle confronte Cecil et découvre que Donald est encore en vie. Constamment confrontée à des souvenirs de Nolan, elle fond en larmes. Eve utilise ses pouvoirs pour transformer un terrain vague en parc, au grand bonheur des citoyens qui fustigeaient l'inaction des autorités locales. Chez elle, elle se dispute avec son père, et apprend avec horreur que le parc s'est effondré car bâti sur un terrain instable, sans qu'aucune perte humaine ne soit à déplorer. Inspiré par l'Homme martien, le Martien clandestin, qui a remplacé l'astronaute Rus Livingston, devient Shapesmith et rejoint les Gardiens. Après avoir battu Darkwing II, Cecil demande à Mark d'aller apaiser les Atlantes qui n'ont pas digéré la mort d'Aquarus. Lors d'un duel judiciaire, Mark fait face à un kaiju qui parvient à le heurter grâce à son son strident, mais parvient à le battre malgré les ordres de Cecil. Angstrom voyage vers une autre dimension où Mark a été capturé par l'ADG pour comprendre comment le battre.                                                                 |                                                  |                |                |                     |
| 3 | Un message, une machination ! | This Missive, This Machination !                 | Tanner Johnson | Adria Lang     | 17 novembre 2023    |
| 3 | Dans des flashbacks, Unopa, la planète d'Allen, est attaquée par l'Empire Viltrumite, poussant son peuple à rejoindre la Coalition, une alliance pour mettre fin à la conquête de l'Empire, et à faire d'Allen le plus puissant des Unopiens. De retour dans le présent, Allen expose à la Coalition ses découvertes sur Terre, expliquant que Mark rejète l'Empire Viltrumite et que Nolan a quitté la planète. Thaedus, le chef de la Coalition, soutient Allen, voyant en Mark un avantage considérable, et lui demande secrètement de trouver une taupe de l'Empire dans leurs rangs. Allen est attaqué par trois des membres de l'Empire qui lui demandent des informations sur Mark, Nolan et la Terre. Alors qu'il est en train de se remettre du combat, Thaedus débranche discrètement la machine qui le maintient en vie. Sur Terre, Debbie rejoint un groupe de parole pour les conjoints de super-héros, mais est acculée par Theo, le veuf de Green Ghost, qui l'accuse d'avoir été au courant de la véritable nature de Nolan, et part. Mark commence à étudier à l'université, où il est interrompu par un alien insectoïde de la planète Thraxa qui l'implore de venir aider sa planète en grave danger. Sur Thraxa, Mark se retrouve face à Nolan, qui est devenu le chef suprême de la planète.                                     |                                                  |                |                |                     |
| 4 | Ça fait un bail | It's Been a While                                | Jason Zurek    | Helen Leigh    | 24 novembre 2023    |
| 4 | Dans des flashbacks, Nolan erre sans but à travers l'espace après avoir quitté la Terre. Face à un trou noir, il pense à se suicider, mais sauve finalement un vaisseau de la planète Thraxa et devient leur chef. Dans le présent, la colère de Mark envers son père empire lorsqu'il apprend que Nolan a une nouvelle femme, Andressa, avec qui il a conçu un enfant. Bien que compréhensif envers les sentiments de son fils, Nolan lui demande d'aider Thraxa, mais trois soldats de l'Empire Viltrumite débarquent. Protégeant Andressa et son fils, Mark apprend que son père regrette réellement ses actions et qu'il aime. Unis, père et fils arrivent à vaincre les soldats, mais sortent exténués de l'affrontement. Nolan est capturé et envoyé à Viltrum pour y être exécuté. Kregg, un général haut-placé de l'Empire, ordonne à Mark de finir la mission de Nolan, à savoir de préparer la Terre à l'invasion de l'Empire, sans quoi la planète sera détruite. Sur Terre, Debbie accepte que sa relation avec Nolan était bâtie sur un mensonge et demande à Cecil d'arrêter de lui envoyer de l'argent. À l'AGD, Donald découvre des preuves de sa mort. Soupçonnant qu'il n'est plus humain, il se poignarde dans le bras. Initialement soulagé de voir du sang couler, il remarque que la pointe du couteau s'est tordue à l'impact. |                                                  |                |                |                     |
| 5 | Ça a dû vous faire un choc | This Must Come as a Shock                        | Haylee Herrick | Helen Leigh    | 14 mars 2024        |
| 5 | |                                                  |                |                |                     |
| 6 | C'est pas si simple | It's Not That Simple                             | Sol Choi       | Vivian Lee     | 21 mars 2024        |
| 6 | |                                                  |                |                |                     |
| 7 | Je n'ai pas l'intention de m'en aller | I'm Not Going Anywhere                           | Ian Abando     | Simon Racioppa | 28 mars 2024        |
| 7 | |                                                  |                |                |                     |
| 8 | Je te croyais plus fort | I Thought You Were Stronger                      | Tanner Johnson | Robert Kirkman | 4 avril 2024        |
| 8 | |                                                  |                |                |                     |
|   | |                                                  |                |                |                     |

### Troisième saison (2025)
| № | Titre français                                    | Titre original                  | Réalisation    | Scénario                       | Diffusion originale |
| - | ------------------------------------------------- | ------------------------------- | -------------- | ------------------------------ | ------------------- |
| 1 | Tu rigoles plus maintenant                        | You're Not Laughing Now         | Jason Zurek    | Simon Racioppa                 | 6 février 2025      |
| 1 |                                                   |                                 |                |                                |                     |
| 2 | Un pacte avec le diable                           | A Deal with the Devil           | Haylee Herrick | Helen Leigh                    | 6 février 2025      |
| 2 |                                                   |                                 |                |                                |                     |
| 3 | Tu veux un vrai costume, c'est ça ?               | You Want a Real Costume, Right? | Sol Choi       | Jay Faerber                    | 6 février 2025      |
| 3 |                                                   |                                 |                |                                |                     |
| 4 | Tu étais mon héros                                | You Were My Hero                | Ian Abando     | Tania Lotia                    | 13 février 2025     |
| 4 |                                                   |                                 |                |                                |                     |
| 5 | C'était censé être facile                         | This Was Supposed to Be Easy    | Tanner Johnson | Helen Shang                    | 20 février 2025     |
| 5 |                                                   |                                 |                |                                |                     |
| 6 | Tout ce que je peux dire c'est que je suis désolé | All I Can Say Is I'm Sorry      | Jason Zurek    | Ross Stracke et Simon Racioppa | 27 février 2025     |
| 6 |                                                   |                                 |                |                                |                     |
| 7 | Qu'est-ce que j'ai fait ?                         | What Have I Done?               | Haylee Herrick | Robert Kirkman                 | 6 mars 2025         |
| 7 |                                                   |                                 |                |                                |                     |
| 8 | Je pensais que tu la fermerais jamais             | I Thought You'd Never Shut Up   | Sol Choi       | Robert Kirkman                 | 13 mars 2025        |
| 8 |                                                   |                                 |                |                                |                     |
|   |                                                   |                                 |                |                                |                     |

## Production

### Développement
Le 19 juin 2018, il est annoncé qu'Amazon a commandé une première saison de huit épisodes pour la série,. Simon Racioppa est showrunner et producteur exécutif de la série aux côtés de Robert Kirkman, David Alpert et Catherine Winder. Les sociétés de production impliquées dans la série comprennent entre autres Skybound (fondée par Kirkman),.
En janvier 2019, Steven Yeun, J.K. Simmons, Sandra Oh, Mark Hamill, Seth Rogen, Gillian Jacobs, Andrew Rannells, Zazie Beetz, Walton Goggins, Jason Mantzoukas, Mae Whitman, Chris Diamantopoulos, Malese Jow, Kevin Michael Richardson, Grey Griffin et Max Burkholder rejoignent le casting de la série,. Il se trouve que Rogen travaille également sur une adaptation cinématographique prise de vues réelles de la bande dessinée en tant que co-réalisateur, écrivain et producteur, distincte de la série animée,.
Le 29 avril 2021, Amazon renouvelle la série pour une deuxième et troisième saisons. Et c'est en décembre 2022 que Vernon Sanders, le responsable des programmes chez Prime Video, annonce que la diffusion de la saison 2 se fera en 2023.
Le 21 juillet 2023, Robert Kirkman déclare qu'un épisode spécial centré sur les origines du personnage d'Atom Eve va être diffusé le soir même de l'annonce. Jazlyn Ione interprète le rôle-titre qui apparait plus jeune que dans la première saison, tandis que Stephen Root tient le rôle du Dr Elias Brandywort et Jacob Tremblay celui du prince lézard et de Phase Deux. Lance Reddick joue de manière posthume l'agent Erickson. Enfin, Tatiana Maslany joue la reine lézard. Quelques mois après la diffusion, l'actrice est annoncée à la distribution de la deuxième saison dans laquelle elle prêtera sa voix à la générale Telia et à la reine Aquaria.
Il confirme également que Sterling K. Brown prêtera sa voix à Angstrom Levy, le principal antagoniste de la deuxième saison.
Le vétéran Peter Cullen prête sa voix à Thadeus, le chef de la coalition des planètes, dans le troisième épisode de la deuxième saison. 

## Réception
Les critiques ont été globalement favorables à la série. Le site Web agrégateur Rotten Tomatoes rapporte un taux d'approbation de 98% avec une note moyenne de 8,60/10, basée sur 79 avis. Le consensus critique du site Web se lit comme suit : « Avec une animation audacieuse, une action sanglante et un casting de stars mené par le charmant Steven Yeun, Invincible adapte intelligemment son matériau source sans sacrifier sa perspective nuancée du prix des super-pouvoirs ». Concernant le site Metacritic, qui utilise une moyenne pondérée, il attribue une note de 73 sur 100 sur la base de 16 critiques, indiquant des « évaluations généralement favorables ».
Pour 20 Minutes, « entre hommage et subversion, la série développe un univers riche et violent », le journal souligne également « une transposition fidèle, presque littérale du comics, sans s’encombrer des artifices de l’adaptation live ». Le site Allociné rapporte que « les scènes d'action dantesques et violentes viennent [...] se mêler à une histoire de passage à l'âge adulte et des situations familiales à la fois classiques et extraordinaires ». Pour CNET France, la série est « violente et gore à souhait, [et] destinée à un public averti qui n'a pas peur de voir des flots d'hémoglobine », ils notent aussi la similitude avec The Boys en insistant toutefois sur le fait qu'il ne s'agit en aucun cas d'une copie, selon eux les deux œuvres « partagent un côté irrévérencieux et une volonté de désacraliser la figure super-héroïque ».